# Volta a Catalunya 2024
103. ročník etapového cyklistického závodu Volta a Catalunya se konal mezi 18. a 24. březnem 2024 ve španělském autonomním společenství Katalánsko. Celkovým vítězem se stal Slovinec Tadej Pogačar.

## Týmy
Závodu se zúčastnilo všech 18 UCI WorldTeamů a 7 UCI ProTeamů.
UCI WorldTeamy
- Alpecin–Deceuninck
- Arkéa–B&B Hotels
- Astana Qazaqstan Team
- Red Bull–Bora–Hansgrohe
- Cofidis
- Decathlon–AG2R La Mondiale
- EF Education–EasyPost
- Groupama–FDJ
- Ineos Grenadiers
- Intermarché–Wanty
- Lidl–Trek
- Movistar Team
- Soudal–Quick-Step
- Team Bahrain Victorious
- Team dsm–firmenich PostNL
- Team Jayco–AlUla
- UAE Team Emirates
- Visma–Lease a Bike

UCI ProTeamy
- Burgos BH
- Caja Rural–Seguros RGA
- Equipo Kern Pharma
- Euskaltel–Euskadi
- Israel–Premier Tech
- Lotto–Dstny
- Uno-X Mobility

## Trasa a etapy
| Etapa         | Datum         | Trasa                                         | Vzdálenost | Typ        | Typ                 | Vítěz                     |
| ------------- | ------------- | --------------------------------------------- | ---------- | ---------- | ------------------- | ------------------------- |
| 1             | 18. března    | Sant Feliu de Guíxols – Sant Feliu de Guíxols | 174 km     |            | Středně těžká etapa | Nick Schultz (AUS)        |
| 2             | 19. března    | Mataró – Vallter                              | 186,5 km   |            | Horská etapa        | Tadej Pogačar (SLO)       |
| 3             | 20. března    | Sant Joan de les Abadesses – Port Ainé        | 176,5 km   |            | Horská etapa        | Tadej Pogačar (SLO)       |
| 4             | 21. března    | Sort – Lleida                                 | 169 km     |            | Rovinatá etapa      | Marijn van den Berg (NED) |
| 5             | 22. března    | Altafulla – Viladecans                        | 167,5 km   |            | Rovinatá etapa      | Axel Laurance (FRA)       |
| 6             | 23. března    | Berga – Queralt                               | 154,5 km   |            | Horská etapa        | Tadej Pogačar (SLO)       |
| 7             | 24. března    | Barcelona – Barcelona                         | 145,5 km   |            | Středně těžká etapa | Tadej Pogačar (SLO)       |
| Celková délka | Celková délka | Celková délka                                 | 1 173,5 km | 1 173,5 km | 1 173,5 km          | 1 173,5 km                |

## Průběžné pořadí
| Etapa          | Vítěz               | Celkové pořadí | Bodovací soutěž | Vrchařská soutěž | Soutěž mladých jezdců | Soutěž týmů             | Cena bojovnosti |
| -------------- | ------------------- | -------------- | --------------- | ---------------- | --------------------- | ----------------------- | --------------- |
| 1              | Nick Schultz        | Nick Schultz   | Nick Schultz    | Kenny Elissonde  | Axel Laurance         | Israel–Premier Tech     | Mikel Bizkarra  |
| 2              | Tadej Pogačar       | Tadej Pogačar  | Tadej Pogačar   | Tadej Pogačar    | Lenny Martinez        | UAE Team Emirates       | Álex Jaime      |
| 3              | Tadej Pogačar       | Tadej Pogačar  | Tadej Pogačar   | Tadej Pogačar    | Lenny Martinez        | Movistar Team           | Harold Tejada   |
| 4              | Marijn van den Berg | Tadej Pogačar  | Tadej Pogačar   | Tadej Pogačar    | Lenny Martinez        | Movistar Team           | Urko Berrade    |
| 5              | Axel Laurance       | Tadej Pogačar  | Tadej Pogačar   | Tadej Pogačar    | Lenny Martinez        | Movistar Team           | Óscar Rodríguez |
| 6              | Tadej Pogačar       | Tadej Pogačar  | Tadej Pogačar   | Tadej Pogačar    | Lenny Martinez        | Team Bahrain Victorious | Tadej Pogačar   |
| 7              | Tadej Pogačar       | Tadej Pogačar  | Tadej Pogačar   | Tadej Pogačar    | Lenny Martinez        | Team Bahrain Victorious | Ander Okamika   |
| Konečné pořadí | Konečné pořadí      | Tadej Pogačar  | Tadej Pogačar   | Tadej Pogačar    | Lenny Martinez        | Team Bahrain Victorious | neuděleno       |

## Konečné pořadí
| Legenda | Legenda                          | Legenda | Legenda                               |
| ------- | -------------------------------- | ------- | ------------------------------------- |
|         | Označuje lídra celkového pořadí  |         | Označuje lídra soutěže mladých jezdců |
|         | Označuje lídra bodovací soutěže  |         | Označuje lídra soutěže týmů           |
|         | Označuje lídra vrchařské soutěže |         | Označuje vítěze ceny bojovnosti       |

### Celkové pořadí
| Pořadí | Jezdec                  | Tým                     | Čas         |
| ------ | ----------------------- | ----------------------- | ----------- |
| 1      | Tadej Pogačar (SLO)     | UAE Team Emirates       | 28h 21' 29" |
| 2      | Mikel Landa (ESP)       | Soudal–Quick-Step       | + 3' 41"    |
| 3      | Egan Bernal (COL)       | Ineos Grenadiers        | + 5' 03"    |
| 4      | Alexandr Vlasov         | Bora–Hansgrohe          | + 5' 56"    |
| 5      | Enric Mas (ESP)         | Movistar Team           | + 6' 01"    |
| 6      | Chris Harper (AUS)      | Team Jayco–AlUla        | + 6' 01"    |
| 7      | Lenny Martinez (FRA)    | Groupama–FDJ            | + 6' 02"    |
| 8      | Antonio Tiberi (ITA)    | Team Bahrain Victorious | + 6' 33"    |
| 9      | João Almeida (POR)      | UAE Team Emirates       | + 6' 33"    |
| 10     | Lorenzo Fortunato (ITA) | Astana Qazaqstan Team   | + 7' 27"    |

### Bodovací soutěž
| Pořadí | Jezdec               | Tým                     | Body |
| ------ | -------------------- | ----------------------- | ---- |
| 1      | Tadej Pogačar (SLO)  | UAE Team Emirates       | 51   |
| 2      | Mikel Landa (ESP)    | Soudal–Quick-Step       | 18   |
| 3      | Nick Schultz (AUS)   | Israel–Premier Tech     | 10   |
| 4      | Axel Laurance (FRA)  | Alpecin–Deceuninck      | 10   |
| 5      | Egan Bernal (COL)    | Ineos Grenadiers        | 10   |
| 6      | Idar Andersen (NOR)  | Uno-X Mobility          | 9    |
| 7      | Jimmy Janssens (BEL) | Alpecin–Deceuninck      | 8    |
| 8      | Alexandr Vlasov      | Bora–Hansgrohe          | 8    |
| 9      | Antonio Tiberi (ITA) | Team Bahrain Victorious | 7    |
| 10     | Hugh Carthy (GBR)    | EF Education–EasyPost   | 6    |

### Vrchařská soutěž
| Pořadí | Jezdec                  | Tým                     | Body |
| ------ | ----------------------- | ----------------------- | ---- |
| 1      | Tadej Pogačar (SLO)     | UAE Team Emirates       | 103  |
| 2      | Mikel Landa (ESP)       | Soudal–Quick-Step       | 70   |
| 3      | Harold Tejada (COL)     | Astana Qazaqstan Team   | 37   |
| 4      | Marc Soler (ESP)        | UAE Team Emirates       | 35   |
| 5      | Egan Bernal (COL)       | Ineos Grenadiers        | 29   |
| 6      | Alexandr Vlasov         | Bora–Hansgrohe          | 27   |
| 7      | João Almeida (POR)      | UAE Team Emirates       | 24   |
| 8      | Attila Valter (HUN)     | Visma–Lease a Bike      | 21   |
| 9      | Steven Kruijswijk (NED) | Visma–Lease a Bike      | 20   |
| 10     | Antonio Tiberi (ITA)    | Team Bahrain Victorious | 19   |

### Soutěž mladých jezdců
| Pořadí | Jezdec                       | Tým                        | Čas         |
| ------ | ---------------------------- | -------------------------- | ----------- |
| 1      | Lenny Martinez (FRA)         | Groupama–FDJ               | 28h 27' 31" |
| 2      | Antonio Tiberi (ITA)         | Team Bahrain Victorious    | + 31"       |
| 3      | Johannes Kulset (NOR)        | Uno-X Mobility             | + 9' 13"    |
| 4      | Valentin Paret-Peintre (FRA) | Decathlon–AG2R La Mondiale | + 15' 08"   |
| 5      | Pablo Castrillo (ESP)        | Equipo Kern Pharma         | + 15' 43"   |
| 6      | Darren Rafferty (IRL)        | EF Education–EasyPost      | + 17' 38"   |
| 7      | William Junior Lecerf (BEL)  | Soudal–Quick-Step          | + 18' 31"   |
| 8      | Georg Steinhauser (GER)      | EF Education–EasyPost      | + 37' 37"   |
| 9      | Edoardo Zambanini (ITA)      | Team Bahrain Victorious    | + 43' 11"   |
| 10     | Jorge Gutiérrez (ESP)        | Equipo Kern Pharma         | + 49' 17"   |

### Soutěž týmů
| Pořadí | Tým                        | Čas         |
| ------ | -------------------------- | ----------- |
| 1      | Team Bahrain Victorious    | 85h 32' 47" |
| 2      | Movistar Team              | + 2' 08"    |
| 3      | Ineos Grenadiers           | + 2' 09"    |
| 4      | Soudal–Quick-Step          | + 7' 25"    |
| 5      | UAE Team Emirates          | + 16' 36"   |
| 6      | EF Education–EasyPost      | + 16' 42"   |
| 7      | Visma–Lease a Bike         | + 17' 08"   |
| 8      | Decathlon–AG2R La Mondiale | + 20' 25"   |
| 9      | Bora–Hansgrohe             | + 28' 19"   |
| 10     | Israel–Premier Tech        | + 36' 56"   |